# Groenlandse halsbandlemming
De Groenlandse halsbandlemming (Dicrostonyx groenlandicus)  is een zoogdier uit de familie van de Cricetidae. De wetenschappelijke naam van de soort werd voor het eerst geldig gepubliceerd door Traill in 1823.